# 帕特·哈里根
帕特里克·卢克·哈里根（1987年6月21日—）美国北卡罗来纳州政治人物，为该州第十国会选区的联邦众议院议员。

## 早年生活及职业生涯
哈里根毕业于弗朗西斯·帕克学院和西点军校，主修核工程。他完成了基本军官领导课程，并接受了美国陆军游骑兵的训练。哈里根以共和党人身份参加2022年选举，竞选北卡罗来纳州第14国会选区的联邦众议院席位，但输给了民主党候选人杰夫·杰克逊。2023年8月，哈里根宣布将在2024年选举中再次竞选众议院席位。2023年12月，他宣布将于北卡罗来纳州第10国会选区参选，该选区现任议员帕特里克·麦克亨利宣布退休。他先是赢得了共和党提名，随后赢得了选举。

## 个人生活
帕特·哈里根于2010年9月25日与拉克尔·“罗基”·克里夫达结婚。